# Kathryn Bolkovac
Kathryn Bolkovac – była amerykańska policjantka stanu Nebraska. Brała udział w misji pokojowej ONZ i Międzynarodowych Policyjnych Sił Zadaniowych (IPTF). 

## Śledztwo podczas misji pokojowej w Bośni i Hercegowinie
Brała udział w misji w Bośni i Hercegowinie na kontrakcie ONZ po zakończonej wojnie w drugiej połowie lat 90. Została wynajęta przez prywatne przedsiębiorstwo DynCorp, które z kolei działało na podstawie kontraktu z ONZ. W jej trakcie rozpoczęła śledztwo – wielu z policjantów ONZ było członkami grupy przestępczej zajmującej się handlem kobietami, które później były zmuszane do prostytucji. W jego toku odkryła, że żołnierze sił pokojowych nie tylko ignorowali handel kobietami i przymuszanie ich do prostytucji, lecz także w nim aktywnie uczestniczyli – pomagali w transporcie czy byli głównymi klientami miejscowych domów publicznych. Siedziba w Nowym Jorku próbowała ukryć ten fakt. Po ujawnieniu skandalu policjanci ONZ zamieszani w tym procederze zostali zwolnieni ze służby, ale dzięki immunitetowi nie ponieśli odpowiedzialności za swoje czyny. Za ujawnienie skandalu zwolniono ją ze służby i nakazano opuszczenie Bośni i Hercegowiny. 
Pod koniec czerwca 2001 roku Bolkovac wytoczyła proces przeciwko DynCorp za niesprawiedliwe zwolnienie, a w dniu 2 sierpnia 2002 roku trybunał jednogłośnie wydał wyrok na jej korzyść. Niedługo potem DynCorp wydał oświadczenie prasowe, że amerykański Departament Stanu przyznał mu 22 miliony dolarów kontraktu na policję w Iraku. Od tego czasu oskarżenia o molestowanie seksualne i łamanie praw człowieka przez żołnierzy sił pokojowych ONZ pojawiły się w misjach na świecie: w Kongu, Sierra Leone, Burundi, Gwinei, Nigerii, Liberii, Kosowie, Haiti, Kambodży, Kolumbii, Sudanie, Iraku, Nowej Zelandii czy Afganistanie. W wiele z tych misji zaangażowana była korporacja DynCorp. 

## Obecność w kulturze
Bolkovac, z pomocą wynajętej zawodowej pisarki (Cari Lynn), napisała książkę Demaskatorka, w której opowiada ona o swoim pobycie i śledztwie w czasie misji pokojowej w Bośni i Hercegowinie. Na podstawie książki nakręcono film Niewygodna prawda. W jej rolę wcieliła się Rachel Weisz. Premiera filmu odbyła się w Toronto w 2010 roku. Do amerykańskich kin trafił dopiero rok później. Jak się później okazało dystrybucję filmu opóźniała Organizacja Narodów Zjednoczonych. 

## Życie prywatne
Rozwódka i matka trojga dzieci. Mieszka w Lincoln (Stany Zjednoczone) oraz Amsterdamie (Holandia). 